# 卡尔·多尔西
卡尔·多尔西（英語：Carl Dorsey，1894年5月12日—1974年7月9日），美国男子帆船运动员。他曾代表美国参加1932年和1936年夏季奥林匹克运动会帆船比赛，其中1932年夏季奥运会获得一枚金牌。